# فرانشيسكا جوارديجلي
فرانشيسكا جوارديجلي (بالإيطالية: Francesca Guardigli)‏ مواليد 10 أبريل 1973، هي لاعبة كرة مضرب من سان مارينو سابقة. أعلى تصنيف لها في الفردي كان 448. أعلى تصنيف لها في الزوجي كان 234.

## النهائيات

### الفردي (0–1)
| الحصيلة | الرقم | التاريخ      | الدورة           | الأرضية | المنافس          | النتيجة       |
| ------- | ----- | ------------ | ---------------- | ------- | ---------------- | ------------- |
| الوصافة | 1.    | 17 مايو 1993 | ساليرنو، إيطاليا | ترابية  | ستيفانيا إندميني | 6–4, 3–6, 5–7 |

## روابط خارجية
- فرانشيسكا جوارديجلي على موقع رابطة محترفات التنس (الإنجليزية)
- فرانشيسكا جوارديجلي على موقع الاتحاد الدولي لكرة المضرب (الإنجليزية)
- فرانشيسكا جوارديجلي على موقع كأس بيلي جين كينغ (الإنجليزية)
- فرانشيسكا جوارديجلي على موقع خلاصة التنس.كوم (الإنجليزية)